# Qasim Zia
Qasim Zia (Lahore, 7 augustus 1961) is een hockeyer uit Pakistan. 
Zia werd tijdens het Wereldkampioenschap in het Indiase Bombay wereldkampioen hockey. Later dat jaar won Zia de gouden medaille tijdens de Aziatische Spelen wederom werd dat toernooi gehouden in India.
Met de Pakistaanse ploeg won Zia de gouden medaille tijdens de Olympische Spelen in Los Angeles.
Als regerend wereld- en olympisch kampioen eindigde Zia met het Pakistaanse elftal slechts als elfde tijdens het Wereldkampioenschap 1986.
Zia was in de periode van 2008 tot en met 2013 voorzitter van de Pakistaanse hockeybond.

## Erelijst
- 1982 -  Wereldkampioenschap in Bombay
- 1982 - 4e Champions Trophy in Amstelveen
- 1982 –  Aziatische Spelen in New Delhi
- 1984 –  Olympische Spelen in Los Angeles
- 1986 -  Champions Trophy in Karachi
- 1986 –  Aziatische Spelen in Seongnam
- 1986 - 11e Wereldkampioenschap in Londen